# Шаріпов Рустам Халімджанович
Рустам Халімджанович Шаріпов (нар. 2 червня 1971 року в Душанбе) — український гімнаст, дворазовий олімпійський чемпіон.
Народився в Таджикистані, мешкав і тренувався у Харкові.
На Олімпіаді в Барселоні Шаріпов здобув золоту медаль у командній першості, виступаючи за Об'єднану команду. На Олімпіаді в Атланті, виступаючи вже за Україну він виграв золото у вправах на паралельних брусах. Крім того, в складі збірної України, Шаріпов отримав також бронзу в командній першості.
Був чемпіоном світу і двічі чемпіоном Європи. Проживає в США.

## Державні нагороди
- Відзнака Президента України — хрест «За мужність» (7 серпня 1996) — за видатні спортивні перемоги на XXVI літніх Олімпійських іграх в Атланті, особистий внесок у піднесення авторитету і престижу України в світі[2]